# Harpyia milhauseri
Harpyia milhauseri és una espècie de lepidòpter ditrisi de la família dels notodòntids (Notodontidae). Es troba principalment a l'Europa Central. També a la península Ibèrica.
Fa de 40 a 52 mm d'envergadura alar.
Vola del maig al juny depenent de la zona.
Les larves s'alimenten de Quercus, Fagus i ocasionalment Betula.

## Galeria

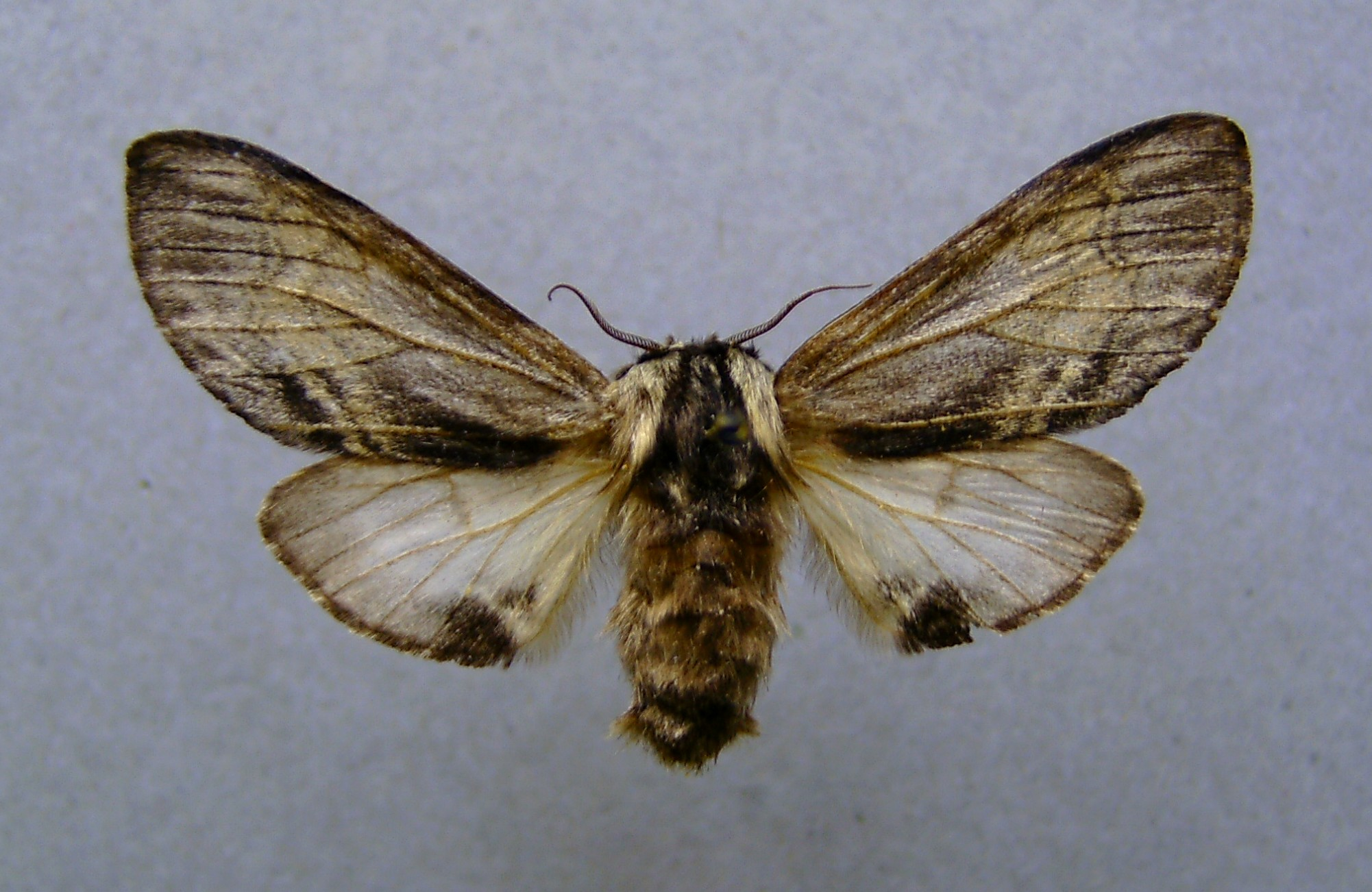
Harpyia milhauseri, femella
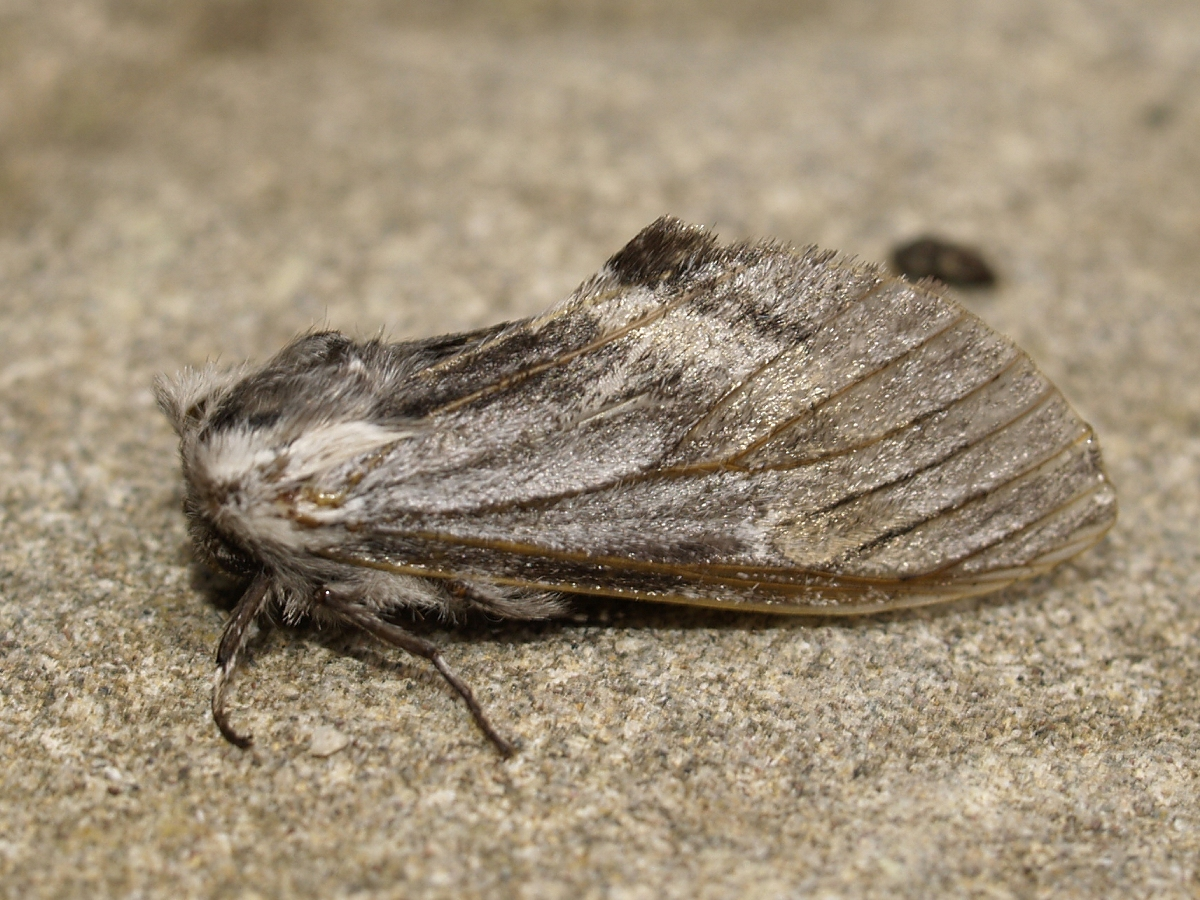
Harpyia milhauseri
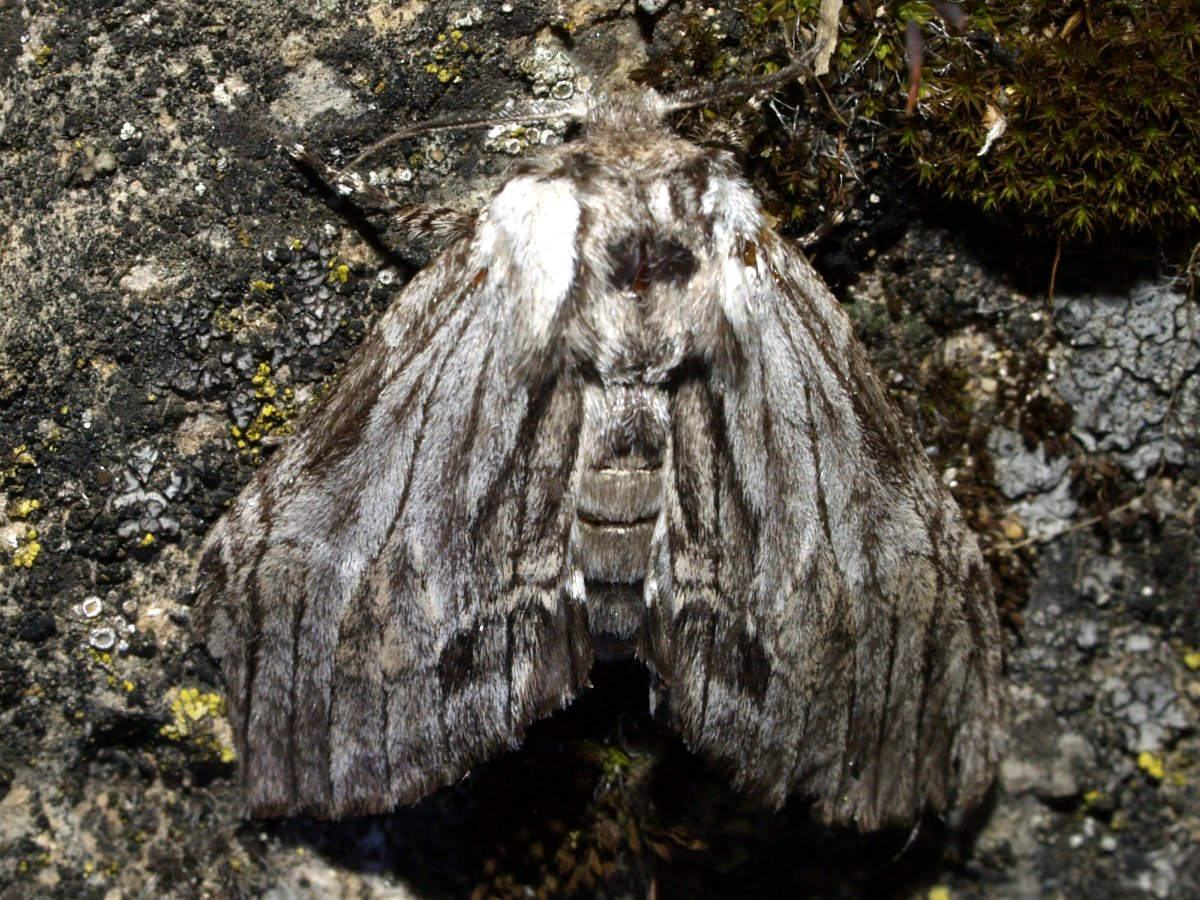
Harpyia milhauseri
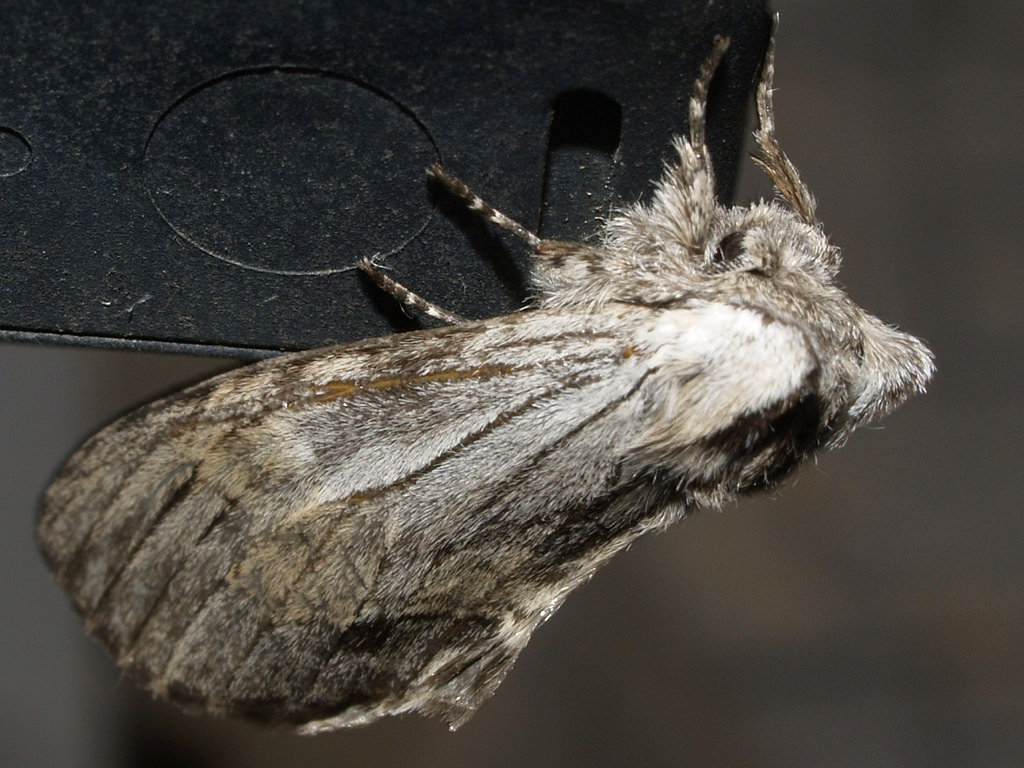
Harpyia milhauseri